# Інґе Серенсен
Інґе Серенсен (дан. Inge Sørensen, 18 липня 1924 — 9 березня 2011) — данська плавчиня.
Призерка Олімпійських Ігор 1936 року.
Чемпіонка Європи з водних видів спорту 1938 року.